# Félix Candela
Pour les articles homonymes, voir Candela (homonymie).
Félix Candela Outeriño  est un architecte mexicain d'origine espagnole né le 27 janvier 1910 à Madrid et mort le 7 décembre 1997 à Durham en Caroline du Nord. Il a notamment dessiné le Palais des sports des jeux olympiques d'été de Mexico de 1968 ainsi que l'Oceanogràfic à Valence. Il était spécialisé dans les structures paraboloïdes.

## Biographie

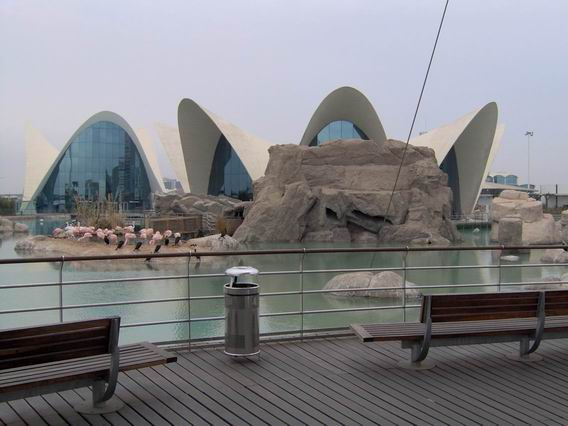
L'Oceanogràfic à Valence

### Jeunesse et études
Félix Candela Outeriño est né à Madrid le 27 janvier 1910. Il était un garçon très sportif dans sa jeunesse. En effet, en 1932, il devient champion d'Espagne de ski puis en 1934, il est champion national de rugby avec son équipe. Après avoir fait des études des sciences naturelles et de l'architecture à Madrid, il est diplômé de l'École technique supérieure d'architecture de Madrid.

### La Guerre civile et son exil au Mexique
Lorsque la guerre civile espagnole commence en 1936, il se range aux côtés des républicains contre Franco. Il est interné dans un camp de réfugiés à Perpignan jusqu'à la fin de la guerre civile espagnole en 1939. La victoire de Franco entraîne son exil au Mexique : il arrive le 13 juin 1939 à Veracruz, dans le sud-est du pays. Il se marie alors à Eladia Martin.

### Carrière d'architecte
Au Mexique sa carrière put rebondir. En effet, Candela crée sa propre entreprise d'architecture 
Cubiertas Ala S.A. et rencontre une énorme succès au Mexique. Il dessine alors un grand nombre de bâtiments souvent à Mexico ou à Acapulco et se spécialise dans les coques minces en béton.
En 1971, il obtient la nationalité américaine.[réf. nécessaire] En 1997, il réalise avec Alberto Domingo (en) et Carlos Lázaroles (es) les plans de l'Oceanogràfic à  Valence qui fait partie de l'ensemble de la Cité des arts et des sciences, qui redora l'image de la ville. Lors du voyage où il devait rejoindre Raleigh depuis Valence, Félix Candela a un arrêt cardiaque. À son arrivée, il est transporté d'urgence à l'hôpital de Durham mais décède le 7 décembre 1997.
Il a en tout dessiné les plans de près de 300 ouvrages aujourd'hui réalisés pour environ 900 projets effectués. Son principal collaborateur était le madrilène Juan Antonio Tonda Magallón.

## Œuvres de Félix Candela
Ses œuvres sont principalement des appartements et hôtels, des églises, des stations de métro, des bâtiments de loisirs et des stations d'essence.

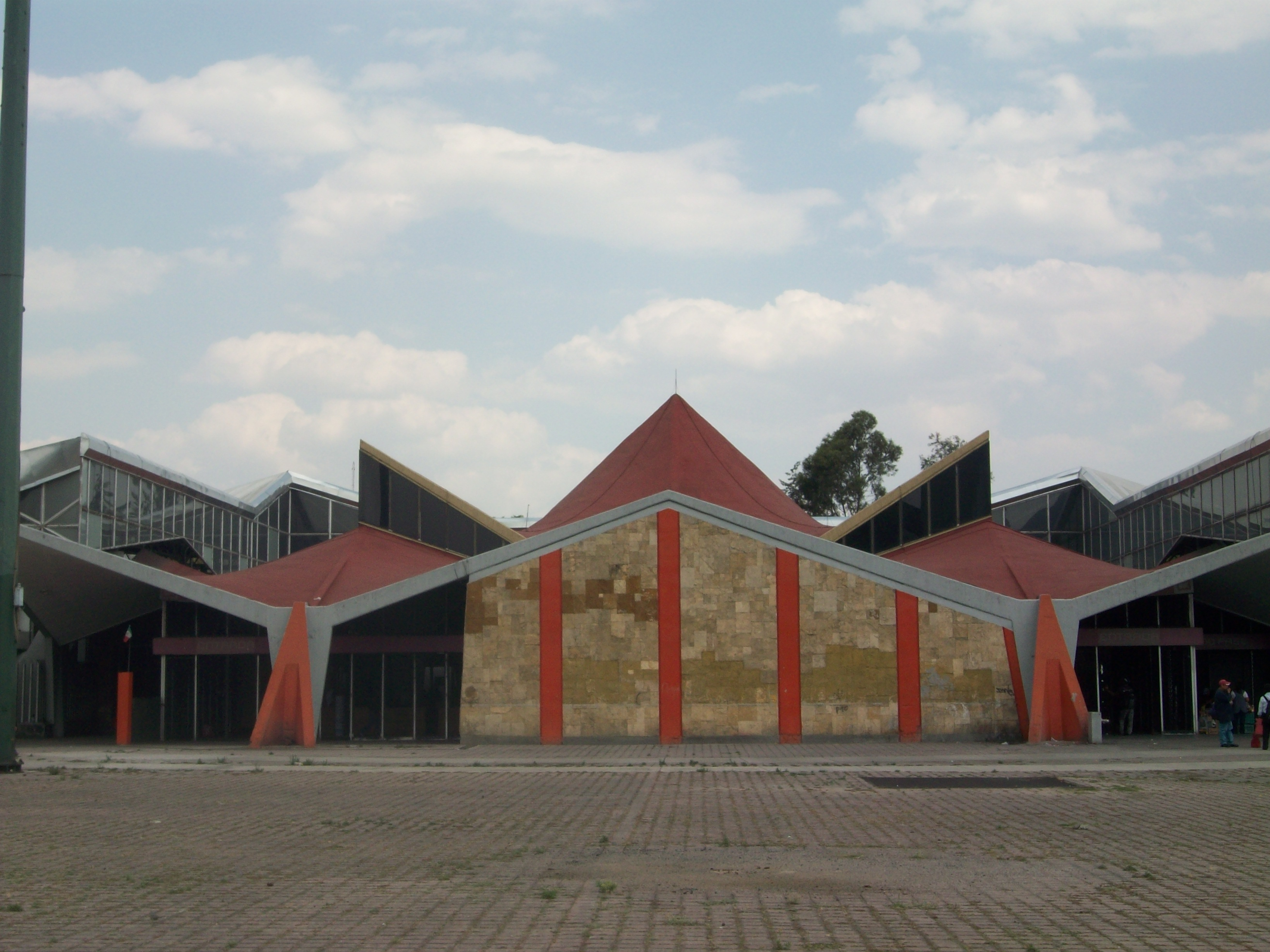
La station de métro San Lázaro, Mexico, 1969

- Hôtel et appartements à Acapulco en 1940 (avec Bringas)
- Pavillon de los Rayos Cósmicos à Mexico en 1951
- L'Auditorium de la Faculté de Chimie de Mexico en 1952
- L'église de la Medalla de la Virgen Milagrosa à Mexico en 1953
- Chapelle de Nuestra Señora de la Soledad à Coyoacán (quartier de Mexico) en 1955
- Le marché de Coyoacán en 1956
- Le kiosque de la musique à Santa Fe en 1956
- Chapelle de San Antonio de las Huertas, à Tacuba au Mexique en 1956
- Club nocturne La Jacaranda à Acapulco en 1957
- Stations de San Lázaro, Candelaria et Merced sur la ligne 1 du métro à Mexico
- L'église de San José Obrero à Monterrey en 1959
- Chapelle San Vicente Paul à Coyoacán à 1959
- L'Hôtel-Casino de la Selva à Cuernavaca au Mexique en 1960
- Chapelle Santa Mónica à San Lorenzo de Xochimancas au Mexique, 1960
- L'église Nuestra Señora de Guadalupe à Madrid en 1963
- Palais des sports des jeux olympiques de Mexico en tant qu'ingénieur en 1968
- l'Oceanogràfic à Valence terminé en 2002 (restaurant et immeubles d'accès soit la majorité des bâtiments)

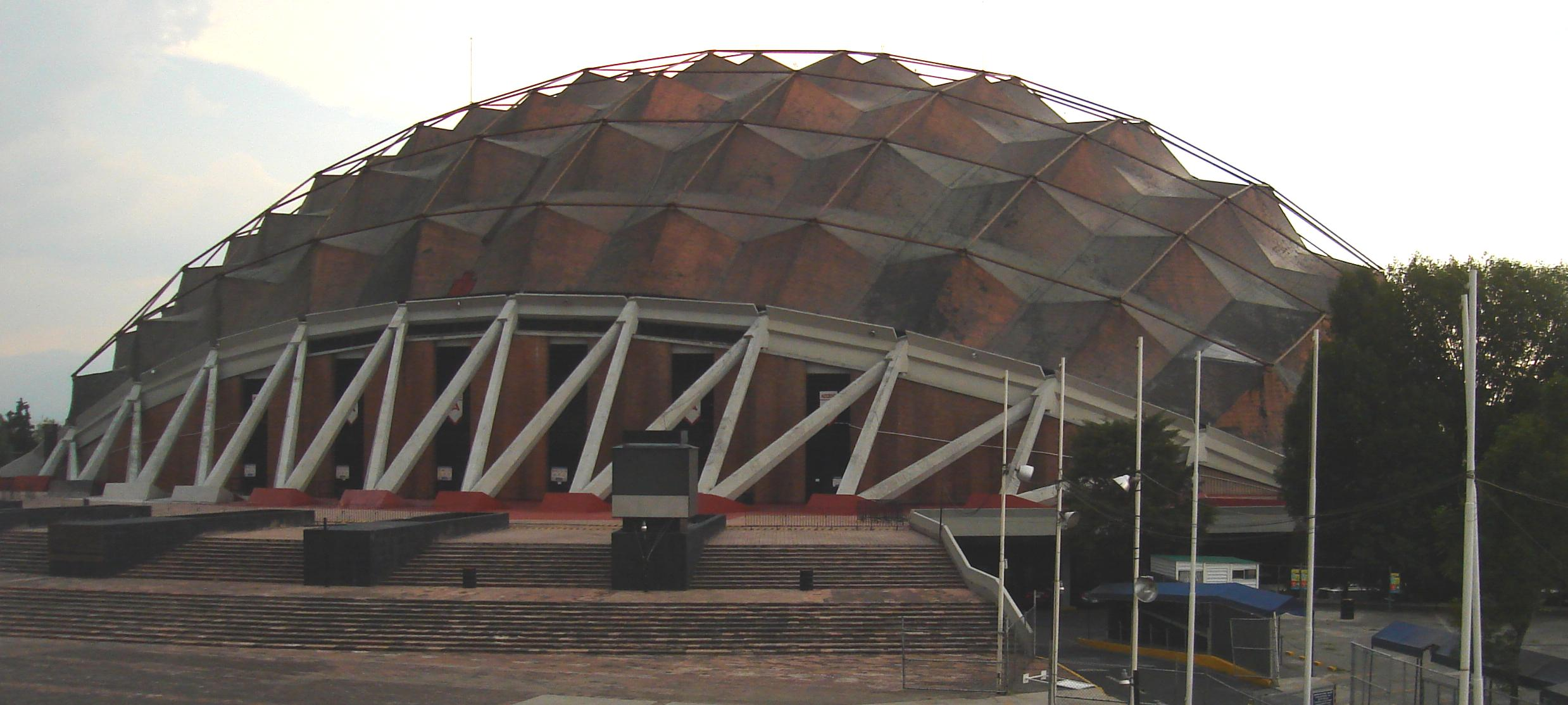
Palais des sports olympique de Mexico